# 王常 (正統進士)
王常（1409年—？），字大經，江西撫州府臨川縣人，民籍。明朝政治人物。進士出身。

## 生平
江西鄉試第五名。正統十三年（1448年）戊辰科會試第四十名，殿試登進士第二甲第十七名。

## 家族
曾祖父王隱卿。祖父王思敬。父亲王汝為，曾任池州府學教授。子王显为天顺进士。